# Istočna Hrvatska
Istočna Hrvatska sastoji se od Slavonije, južnog dijela Baranje i zapadnog Srijema. Većim dijelom se prostire između Drave na sjeveru, Save na jugu, Dunava na istoku te gorja Psunja, Ravne gore i Lisine na zapadu. To je pretežno nizinski prostor, vrlo pogodan za agrarno iskorištavanje i kao takav je najvrijedniji poljoprivredni prostor u državi.

## Reljef
U reljefu razlikujemo dva dijela:
- Istočnohrvatska ravnica – nizinski, istočni dio Istočne Hrvatske, u kojem prevladavaju lesni ravnjaci i aluvijalne ravnice (pridravska nizina Osijeka, slavonska Podravina, Baranja, vukovarski ravnjak, vinkovačko-đakovački ravnjak, bosutska Posavina)
- Zapadnoslavonski brdsko – dolinski prostor – zapadni, reljefno manje homogen prostor Istočne Hrvatske (slavonska Posavina, Požeška kotlina)

U zapadnom dijelu izdiže se zapadnoslavonsko gorje – Požeška gora (618 m), Dilj (461 m), Krndija (792 m), Papuk (954 m), Psunj (985 m).
Svojim agrarnim značenjem posebno se ističu lesni (praporni) ravnjaci u okolici Đakova, Vukovara, Belog Manastira (Bansko brdo) i Erduta (Erdutsko brdo).

## Stanovništvo i naseljenost
Stanovništvo Istočne Hrvatske razvijalo se u uvjetima stalnih sučeljavanja različitih naroda i kultura. Česta ratna pustošenja u prošlosti degradirala su gospodarsku osnovicu i utjecala na nesređenost društvenih prilika. Ipak, sve do najnovijeg razdoblja to je prostor sveukupno izraženijih imigracijskih obilježja. Tek u nekoliko zadnjih desetljeća opažaju se veća emigracijska obilježja pa populacijska dinamika sve više stagnira i slabi, a u razdoblju između 1991. i 2001. prvi put je bilo zabilježeno smanjivanje broja stanovnika. Tome su znatno pridonijela ratna zbivanja.
Danas je 2/3 teritorija Istočne Hrvatske zahvaćeno emigracijom i depopulacijom različita intenziteta.
Prema popisu iz 2001. g. u Istočnoj Hrvatskoj živjelo je oko 811 000 stanovnika, što u odnosu prema 892 000 (1991.) znači smanjenje za oko 9%.
Najveći grad Istočne Hrvatske je Osijek, a slijede ga redom Slavonski Brod, Vinkovci, Vukovar, Đakovo i Požega.
Gustoća naseljenosti je nešto niža od prosječne hrvatske (78 st./km2) i iznosi 73 st./km2. Najrjeđe je naseljen orahovički, a najgušće osječki kraj.